# 星空 (AV女優)
星空（そあら、1987年3月5日 - ）は、日本のAV女優。

## 略歴
期待の超新星・星空（そあら）チャンのデビュー作！初めての撮影。タイトルは「聖処女～せいしょじょ～ 星空」

## 出演作品

### アダルトビデオ
2006年
- 聖処女～せいしょじょ～ 星空（2006年2月17日）
- ○ゴコロ 星空（2006年3月21日）
- オールヌード 星空（2006年4月7日）
- ニャンニャンしよ～よ。 星空（2006年4月21日）
- in my room 星空（2006年5月1日）
- ザーメンシャワー 星空（2006年5月23日）
- THE出血大制服6 星空（2006年6月25日）
- 生リアル 星空（2006年7月16日）
- THE出血大制服 SPECIAL vol.1（2006年7月28日）
- ロリズム 星空（2006年8月22日）
- フェチDoll 絶対服従の生フィギュア 星空（2006年8月27日）
- ちょっとモザイク 極薄！！星空（2006年12月20日）

2007年
- in my room ワタシの部屋でHなコトいっぱいしよっ！（2007年1月12日）
- PREMIUM TICKET 14 星空（2007年5月13日）

2019年
- 激裏大放出！！あのアイドルたちのお宝映像集（2019年1月3日）